# Eulocastra carnibasalis
Eulocastra carnibasalis är en fjärilsart som beskrevs av George Francis Hampson 1918. Eulocastra carnibasalis ingår i släktet Eulocastra och familjen nattflyn. Inga underarter finns listade i Catalogue of Life.